# تیله‌بازی
تیله بازی (درخراسان توشله بَزی یا تیشله بَزی و در بوشهر تیر مایه بازی (تیر مویه بازی) همچنین در خوزستان به‌ویژه اهواز فِنگ بازی یا گلوله بازی و در استان لرستان تیله‌بازی یا گِلو گفته می‌شود) یا تشیره در افغانستان گولّه بازی یک بازی تفریحی با گوی‌های شیشه‌ای است که باید با غلتاندن و زدن گوی‌های شیشه‌ای (تیله) به هم و حرکت دادنشان آن‌ها را از محدوده خاصی خارج کرد. این بازی که معمولاً به صورت دو نفره انجام می‌شود همانند بازی پاسور دارای بازی‌های مختلفی است؛ ولی اصلی‌ترین بازی آن که مردم بیشتر آن را می‌شناسند «کل» است. البته این هم نامی است که در نقاط مختلف تفاوت دارد بازی به گونه‌ای است که برای شروع باید دو چاله کوچک به اندازه ۱۰ سانتی‌متر قطر و ۵ سانتی‌متر عمق داشته باد. دو نفر به صورت ایستاده بازی را شروع می‌کنند و انتخاب فرد آغازکننده به شکل‌های مختلف از جمله سنگ-کاغذ-قیچی یا تعیین قراری از قبل انجام می‌شود. البته در جاهایی این بازی به صورت چند نفره یا حتی به صورت تیمی اجرا می‌شد.
به زبان و گویش لری به آن گِلو یا تیله بازی می‌گویند و به زبان خراسانی (خانگی) هم گفته می‌شد قدیم که شیشه‌ای آن نبود؛ با سنگ‌های تراشیده شد و گرد به قطرهای حدوداً (ا تا ۲٫۵ سانت) انجام می‌شد. بعدها که شیشه‌ای آن در دسترس عموم قرار گرفت به دلیل ارزشی مادی که داشت با ردوبدل شد به صورت تهاتری آن توسط بازیکنان بدین صورت که بازیکن برنده می‌توانست تیله‌های مورد استفاده حریف را در بازی به نفع خود تصاحب کند. از بازی ای سرگرم‌کننده به نوعی قمار تبدیل شد.
نوع دیگر گویش آن «گولی بازی» و به معنای استعاری از کار بیهوده انجام دادن، ,وقت گذرانی بیهوده، انجام هرکاری بغیر از آنچه به شما محول شده است می‌باشد. ریشه این اصطلاح برگرفته از بازی‌های والیبال دانشجویی در ادمونتون کانادا می‌باشد. فراگیری این اصطلاح به اندازه است که در هر موقعیت و مکانی قابل استفاده است. برای مثال: عده ای که برای انجام کار معین و مشخصی در محلی جمع شده‌اند (برای مثال نظافت و آماده‌سازی محلی برای برگزاری مراسم), اگر دونفر از آنان مشغول به کاری خارج از چارچوب بشوند (برای مثال بازی کردن connect 4) می‌گوییم آن دونفر مشغول «گولی بازی» هستند. از گولی بازان سرشناس می‌شود به امیر، صدرا، محمد (هر سه آنها), علیرضا (هر دو آنها), سید، عادل، حمید و مهدی اشاره کرد. گولی بازی امری مستحب و سفارش شده است.
شعرهای زیادی در وصف رهاکردن گولی بازی و معطوف شدن به هدف زندگی نیز سروده شده است مانند:
در این دنیای پر از امید و آرزو/ گولی بازی را به کنار بگذار و هدف را بجو
آرزوی رسیدن به هدفت، رهنمود تو هر لحظه/ در گولی بازی نمان، به سوی موفقیت شتابنده
در گولی بازی مگردان دست و دل به هر سو/ به هدفت رٍس، با پشتکار، پر از امید روزافزو

## روش‌های بازی
این بازی شکل‌های مختلفی در ایران انجام می‌گیرد.
۱. صحرایی (به دو روش) ۲. بیخ دیواری ۳. کندن حفره «مات» یا «خان» ۴. کاشتنی

## روش اول =حوا =
در این بازی معمولاً در محیط روباز و خاکی دو نفر بازی را شروع می‌کردند و هدف پرتاب تیله به وسیله دست و زدن تیله حریف که روی زمین قرار داشت بود. این بازی تا زمانی که تیله حریف را نزدید ادامه داشت. برنده بازی کسی بود که بیشترین ضربه را به تیله حریف وارد می‌کرد و با تفاضل تعداد زده‌ها و خورده‌ها از حریف تیله جایزه می‌گرفت.
در این بازی گودال‌هایی روی زمین خاکی کنده می‌شود که به آن‌ها گود یا گولو (گود کوچک) می‌گویند. هدف از بازی، انداختن تیله‌ها در گولو است. یک شیوهٔ این بازی چنین است:
بر روی زمین چند گولو (دو یا سه یا بیشتر) به فاصلهٔ پنج شش گام از هم می‌کنند و دو بازیکن از فاصله‌ای تیله‌های خود را روی زمین بازی می‌اندازند. باید طوری تیله را انداخت که در جای مناسب و نزدیک به گولوهای بیشتری باشد یعنی به اصطلاح در جای استراتژیک بیفتد. هدف هر کس انداختن تیلهٔ خود درون گولوها است و اگر کسی گولوهای بیشتری را بگیرد (یعنی یک بار تیله‌اش را درون آن گولو برساند) برندهٔ آن دور بازی می‌شود. اگر کسی گولویی را بگیرد دیگر بازیکن دوم نمی‌تواند آن گولو را بگیرد و امیتاز آن را از دست داده است. پس از گرفتن هر گولو باید از آن بیرون آمد و به سوی گولوهای دیگر نشانه رفت. اگر هم تعداد گولوهای هر بازیکن با دیگری برابر باشد نتیجهٔ آن دور برابر است. وقتی همهٔ گولوها گرفته شدند دور بعدی آغاز می‌شود.
برای راندن تیله و رساندن آن به گولو یک انگشت (معمولا انگشت اشاره یا میانی) را پشت آن می‌گذارند و انگشت اشاره یا میانی دست دیگر را روی این انگشت می‌گذارند. بعد با رها کردن انگشت زیرین، به تیله ضربه می‌زنند تا به سوی گولو برود. یک روش دیگر راندن تیله به اصطلاح «شان» زدن است. به گمان من شان کوتاه شدهٔ «نشان» است؛ زیرا در این روش انگشت کوچک را روی زمین می‌گذارند و شست را روی هوا می‌برند و با انگشت اشاره یا میانی و شست دست دیگر تیله را نشانه‌گیری و با انگشت میانی تیله را با شدت پرتاب می‌کنند. گاه می‌توان پیش از شان زدن، وجب هم گرفت و تیله را یک وجب جلوتر برد. این کار را «وجب شان» می‌گویند. گاهی اول بازی قرار گذاشته می‌شود که «وجب شان» قبول است یا نه یعنی می‌شود پیش از شان زدن وجب گرفت یا نمی‌توان وجب را با شان ترکیب کرد.
می‌توانیم در حین بازی، تیلهٔ بازیکن دیگر را هم با تیلهٔ خودمان بزنیم که این زدن هم جزو امتیازها می‌شود و بخش مهم و هیجان‌انگیز بازی است.

#### روش دوم =
تیله‌ای مشخص (گوی هدف) و توافق شده بین بازیکنان مشخص می‌شد. با قرعه کشی اولین پرتابگر مشخص می‌شد و گوی هدف را ابتدا پرتاب می‌کرد به فاصلهای دلخواه که معمولاً بیشتر از ۲ متر بود سپس تیله (دوم) خود را سعی می‌کرد در نزدیکترین فاصله به آن پرتاب کند. سپس نفرات بعدی در تلاش بودند که تیله خودرا به سمت تیله هدف پرتاب کنند. فقط حق پرتاب یک تیله را داشتند. نفر دوم به بعد می‌توانستند با زدن تیله حریف در صورتی که نزدیک گوی هدف قرار داشت آن را زده و از هدف دور کنند؛ و گوی خودرا به گوی هدف نزدیکتر کنند بازی کنی برنده بود که در پایان پرتابها تیله اش نزدیکتر به گوی هدف بود سه حالت داشت با مماس و چسبیده به گوی هدف بود در اینصورت از دیگر بازیکنان سه تیله جایزه دریافت می‌کرد یا با وجب خود اندازه می‌گرفت اگر یک وجب مماس یا کمتر از یک وجب با تیله خود و گوی هدف بود دو تیله به عنوان پاداش از دیگر بازیکنان دریافت می‌نمود و اگر صرفاً نزدیکتر از بقیه بود یک تیله دریافت می‌نمود. این نسبت ۳ ۲ ۱ توافقی بود؛ و اول بازی شرط می‌شد. این بازی به دو روش پایان میافت یا برنده تمام تیله‌های رقیبان را برده بود یا توافقی بو و بازنده اعلان می‌کرد دیگر بازی نمی‌کند.

### بیخ دیواری
در این روش نیز معمولاً دو نفر بازیکن داشت و در محیطهای خاکی یا در خیابانهای کاشی شده یا آسفالت شده بازی می‌شد. همان‌طور که از اسمش پیداست بایستی در نزدیکی دیوار با فاصله‌ای حداقل ۲ متری صورت می‌گرفت و بدین شکل بود که بازیکنان با پرتاب تیله خود به سمت دیوار سعی بر این داشتند تا آن را در نزدیکترین فاصله به دیوار قرار بدهند و برنده تمام تیله‌های روی زمین حریفان را تصاحب می‌کرد. در این بازی همواره برنده آخرین نفر بود که تیله خود را پرتاب می‌کرد. لازم است ذکر شود در ابتدا قرعه کشی آخرین نفر را مشخص می‌کرد. مانند بازی قبل سه وضعیت برای تیله‌ها وجود داشت یا چسبیده به دیوار بود ۳ امتیاز یا یک وجب یا کمتر از یک وجب بود ۲ امتیاز یا نسبت به بقیه بازیکنان نزدیکتر بود ۱ امتیاز.

### کندن حفره «مات» یا «خان»
نفر پرتابگر آخر اصطلاحاً (قاق)(پیش)(پس)(سر) بود.
این بخش از بازی شامل چهار بازی جداگانه می‌باشد
1. یک مات یا ماته
2. دو مات یا ماته
3. سه مات یا ماته
4. چهار مات یا ماته

و کمتر از دو نفر یا بیشتر از چهار نفر نمی‌شود

### کاشتنی
این بازی با توافق اولیه " تیری چند؟" بین بازی کنان شروع می‌شد؛ و در میدان خاکی مستطیلی کشیده با ابعاد توافقی معمولاً با عرض ۱۰ سانت و طول ۳۰ سانت و یک خط برای پرتاب (خط پرتاب) که معمولاً ۵ الی ۱۰ متر دورتر از مستطیل بود مشخص می‌شد. بازیکنان تیله‌های خودرا داخل مستطیل به تعداد مشخص شده اول بازی (تیری چند؟) کنار هم قرار می‌دادند و از پشت مستطیل به ترتیب با یک تیله به سمت خط پرتاب می‌انداختند بازیکنان سعی داشتند برای اینکه نفر اول پرتاب به سمت تیله‌های کاشته شده باشند نزدیکتر پرتاب کنند اگر از خط رد می‌شد نفر آخر بود ولی جلوتر یا نزدیکتر به خط پرتاب نفرات بعدی را مشخص می‌کرد اگر شخص دوم به بعد کسی بود که دورتر و عقب‌تر از نفری که تیله آن از خط پرتاب گذشته باشد آخرین نفر بایستی پرتاب می‌کرد.
شروع پرتاب به تیله‌های کاشته شده: نفر اول نزدیک به خط شروع‌کننده بود و نفرات بعد پس از وی بایستی پرتاب خود را شروع می‌کردند.
هدف زدن تیله‌های کاشته شده و بیرون راندن آن‌ها از داخل مستطیل است. دو حالت داشت یا پرتاب‌کننده می‌توانست تیله‌های کاشته شده را بزند و به بیرون از مستطیل براند که در این صورت او به پرتاب خود از جایی که تیله‌ای که با آن پرتاب کرده ادامه می‌داد تا بقیه تیله‌ها را نیز به بیرون از مستطیل و براند هدف بیرون رفتن حداقل یک عدد تیله از مستطیل است یا نمی‌توانست که نفر بعدی بازی خود را بایستی شروع می‌کرد. این بازی آنقدر ادامه داشت تا تمامی تیله‌های کاشته شده داخل مستطیل بیرون بروند.
برنده حق داشت فقط تیله‌هایی که به بیرون از مستطیل رفته است را به عنوان جایزه جمع‌آوری نماید اگر پس از زدن تیله‌های داخل مستطیل فاصله تیله پرتاب‌شده توسط پرتابگر داخل ویا تا یک وجب کمتر از کادر مستطیلی بود بازیکن بایستی برای پرتاب بعدی خود می‌ایستاد و با پرتاب کردن (رها کردن) از نوک بینی خود از بالا و زدن تیله‌های کاشته شده به بازی ادامه می‌داد.

## اصطلاحات بازی
1. دو حفرهٔ‌کننده شده در بازی را در جنوب و به‌ویژه اهواز کُل گویند.
2. در صورتی که تیله‌ها در بازی بیش از یک بار به هم برخورد کنند اصطلاحاً در جنوب و اهواز به آن شموشق شده گویند و ضربهٔ آخر بی‌اثر شده و نفری که ضربه آخر را زده باید آن را تکرار کند.
3. به افرادی که تیله‌های خودشون رو جلوی حفره اول میکارن تواصطلاح خراسانی بهش می‌گویند «شوندیها بشوندن».
4. تیر: به تیله اصلی در دست هر یک از حریفان که با آن سایر تیله‌ها مورد هدف قرار می‌گیرند گفته می‌شود.

## جُستارهای وابسته
- تیله
- کروکت